# Цис-β-бутилен
Цис-β-бутилен (цис-2-бутен, цис-диметилетилен) (С4Н8) — це ненасичений вуглеводень, алкен, олефін, безбарвний газ

## Фізичні властивості
Розчинність: не розчиняється у воді, розчиняється в бензолі, добре розчиняється в етанолі та діетиловому ефірі
Показник заломлення n-25
D: 1,393;
Стандартна ентальпія утворення ΔH (298 К, кДж/моль): -5,7 (г);
Стандартна ентропія утворення S (298 К, Дж/(моль·K)): 300,8 (г);
Стандартна мольна теплоємність Cp (298 К, Дж/(моль·K)): 78,91 (г);
Ентальпія кипіння ΔHкип (кДж/моль): 23,35;
Критичне тиск: 4,1 МПа;
Густина — d4=0,6449;
Температура плавлення: -138,9 °C;
Температура кипіння: 3,7 °C.

## Небезпека використання
Газ важчий за повітря і може стелиться по землі, можливе займання на відстані і може накопичуватися в приміщеннях з низькими стелями, викликаючи недостачу кисню. В результаті витікання, перемішування та іншого можуть утворитися електростатичні заряди.

### Вплив на організм людини
Цис-β-бутилен  проникає в організм людини при вдиханні. При витоку вмісту балону, в якому зберігається речовина - ця рідина швидко випаровується в повітря, створюючи велику концентрацію, що приводить до серйозного ризику загибелі від задушення у замкнутих приміщеннях. Високі концентрації в повітрі призводять до нестачі кисню, викликаючи ризик втрати свідомості або смерті. Швидке випаровування рідини може викликати обмороження. Речовина при небезпечних концентраціях може чинити дію на центральну нервову систему. Вплив її може викликати втрату свідомості.

## Отримання
В лабораторії цис-2-Бутен може бути отримано кип'ятінням (±)-2,3-дибромбутану з Zn у спирті або нагріванням 1-бромдіетилсульфону.